# Ґоцлав (Мазовецьке воєводство)
Ґоцлав (пол. Gocław) — село в Польщі, у гміні Пілява Ґарволінського повіту Мазовецького воєводства.
Населення — 815 осіб (2011).
У 1975-1998 роках село належало до Седлецького воєводства.

## Демографія
Демографічна структура станом на 31 березня 2011 року:
|          | Загалом | Допрацездатний вік | Працездатний вік | Постпрацездатний вік |
| -------- | ------- | ------------------ | ---------------- | -------------------- |
| Чоловіки | 423     | 95                 | 289              | 39                   |
| Жінки    | 392     | 80                 | 236              | 76                   |
| Разом    | 815     | 175                | 525              | 115                  |